# Anton Pažický
Anton Pažický (1. září 1919 – 7. listopadu 1967) byl slovenský fotbalový záložník a reprezentant.

## Hráčská kariéra
Za války nastupoval ve slovenské lize za OAP Bratislava a AC Svit Batizovce.

### Reprezentace
Jednou reprezentoval Slovensko, aniž by skóroval. Toto utkání se hrálo v neděli 6. června 1943 v Bratislavě (jiné zdroje uvádí pondělí 7. června 1943), kde domácí prohráli s Chorvatskem 1:3 (poločas 1:1).